# 圣克里斯托尔德罗迪耶尔
圣克里斯托尔-德罗迪耶尔（法語：Saint-Christol-de-Rodières，法語發音：[sɛ̃ kʁistɔl də ʁɔdjɛʁ]）是法国加尔省的一个市镇，属于尼姆区。

## 地理
圣克里斯托尔-德罗迪耶尔（44°16'7"N, 4°30'48"E）面积8.07 平方千米，位于法国奧克西塔尼大區加尔省，该省份为法国南部沿海省份，南端濒地中海，北起顺时针与阿尔代什省、沃克吕兹省、罗讷河口省、埃罗省、阿韦龙省和洛泽尔省接壤。

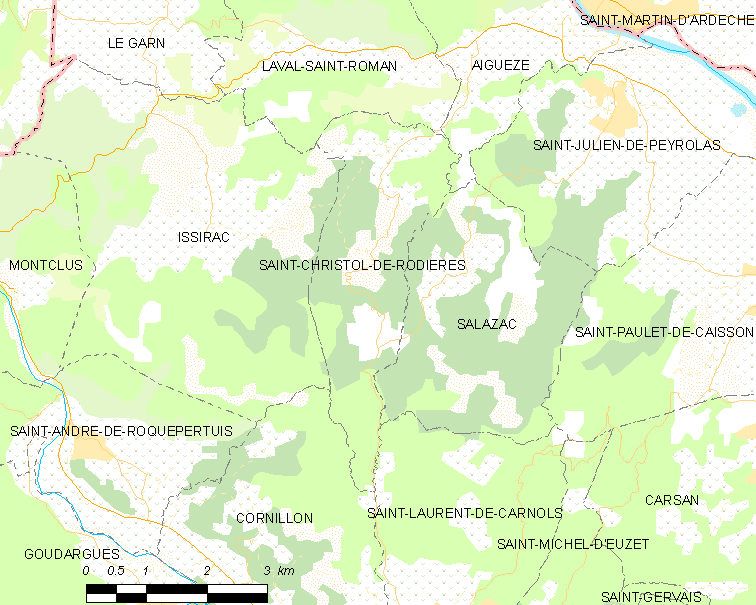
圣克里斯托尔-德罗迪耶尔的OSM定位图

与圣克里斯托尔-德罗迪耶尔接壤的市镇（或旧市镇、城区）包括：艾盖兹、科尔尼永、伊西拉克、拉瓦勒圣罗芒、圣洛朗德卡尔诺尔、萨拉扎克。
圣克里斯托尔-德罗迪耶尔的时区为UTC+01:00、UTC+02:00（夏令时）。

## 行政
圣克里斯托尔-德罗迪耶尔的邮政编码为30760，INSEE市镇编码为30242。

## 政治
圣克里斯托尔-德罗迪耶尔所属的省级选区为蓬圣埃斯普里县。

## 人口
圣克里斯托尔-德罗迪耶尔于2022年1月1日时的人口数量为160人。

1962-2008年间圣克里斯托尔-德罗迪耶尔人口变化图示